# Heiko Rataj
Heiko Rataj (* 25. Juli 1965 in Seehausen) ist ein deutscher Unternehmer und Eventgastronom.

## Leben
Rataj wurde in Seehausen geboren und wuchs in der DDR auf. Nach der Schule absolvierte er eine Ausbildung zum Koch und zum Fleischer. So bald wie möglich übersiedelte Rataj nach Westdeutschland.
Durch seine Arbeit als Koch war er international unter anderem auf Kreuzfahrtschiffen in aller Welt, in der Schweiz und in Australien tätig. Dort bestritt er auch zeitweise als Postflieger in Kleinstflugzeugen seinen Lebensunterhalt.
Seine ersten Projekte in Westdeutschland bestanden aus der Pacht von Gasthäusern auf dem Wurmberg in Braunlage, dem Matthias-Schmidt-Berg in Sankt Andreasberg, dem Bocksberg in Hahnenklee sowie dem Erwerb  der Burgseilbahn Bad Lauterberg und dem dazugehörigen Lokal.
Heiko Rataj erwarb im Jahr 2004 das Traditionsgasthaus Maltermeister Turm in Goslar. Das Haus befindet sich neben dem historischen Turm des Maltermeisters (Bergbau), in dem der Unternehmer selbst lange wohnte.
Ende 2009 stellte er der Klosterkammer Niedersachsen ein umfangreiches Konzept über den Hanf als Nutzpflanze (nach Hildegard von Bingen) vor. Darin enthalten war unter anderem Deutschlands erstes Hanflabyrinth, das am 9. Juli 2010 im Kloster Wöltingerode eröffnet wurde.  Ebenfalls wurden diverse Spirituosen aus Hanf hergestellt.
In seinem nächsten Projekt übernahm er mit zwei Partnern 2011 die marode Gastronomie sowie die Kabinenbahn zum Bocksberg in Hahnenklee. Er modernisierte die Berghütte sowie den Bocksberg und baute ihn zu einem Touristenziel aus. 2014 kaufte Rataj das Haus Hessenkopf in Goslar von der Evangelisch-lutherischen Landeskirche Braunschweig. 2013 startete er mit der Harzlodge in Goslar eine Partylocation im Stil eines Bergdorfs. Im Frühjahr 2016 entwickelte sich daraus ein Zentrum für Flüchtlinge in Zusammenarbeit mit dem Landkreis Goslar. Die dort lebenden Menschen besuchen Sprach- und Integrationskurse in fünf von Rataj importierten Kunststoff-Eskimo-Iglus aus Alaska. Unter Heiko Ratajs Geschäftsführung entstand auch die „Zu Gast bei Freunden“ GmbH, die mit ihren Integrationsmaßnahmen als bundesdeutsches Musterbeispiel gilt.
2014 kaufte er das Schiff „Alexander von Humboldt“, das seit 2015 als Veranstaltungs- und Hotelschiff mit Restaurant im Europahafen ankert. Seit November 2016 liegt das Schiff an der Uferpromenade der Weser in Bremen. Hier wurde eigens von der Stadt ein neuer Anleger gebaut, da die „Alex“ eines der neuen Wahrzeichen Bremens werden soll. In Bremerhaven lässt Rataj gerade ehemalige Landungsboote der Bundeswehr umbauen. Ziel ist dabei auch eine neue touristische Attraktion für die Hansestadt. Auf dem Traditionssegler „Mathilde“ segelte Rataj zusammen mit 30 sozial benachteiligten oder an ADHS erkrankten Kindern. Auf dem Boot sollten die Kinder Verantwortungsbewusstsein, Teamgeist, das Leben an Bord und Gemeinschaft kennenlernen.
Er beteiligte sich 2016 am Teil eines Gold-Claims in Alaska. Ratajs Goldsuche wurde 2017 in der „Yukon-Gold“-Reality-Serie ausgestrahlt.
Im Jahr 2022 unterschrieben Heiko Rataj und Dirk Junicke einen Pachtvertrag über das Gestüt Harzburg, auf dem die Pferdezucht damit eingestellt werden soll. Die Gebäude wurden gekauft.